# Talagante
Talagante est une ville et une commune du Chili située dans la province du même nom, elle-même située dans la Région métropolitaine de Santiago. En 2012, sa population s'élevait à 65 020 habitants. La superficie de la commune est de 136 km2 (densité de 478 hab./km2). La ville se trouve dans la Vallée Centrale à 35 kilomètres au sud-est du centre de la capitale Santiago,.

## Personnalités liées
- Natalia Romero Jaramillo, athlète marathonienne

Position de Talagante (en rouge) au sein de la région de Santiago.